# Federico Martín Aramburú
Federico Martín Aramburú (La Plata, 20 de gener de 1980 - París, 19 de març de 2022) fou un jugador de rugbi argentí, en el lloc de centre. Durant la seva trajectòria jugà al Glasgow Warriors i l'USAP de Perpinyà, entre d'altres equips.
Morí assassinat el 19 de març de 2022 com a conseqüència de trets d'arma de foc després d'una baralla en un bar de París. Les autoritats assenyalaren com a presumpte culpable a Loïk Le Priol, exmilitar de i activista d'extrema dreta francès, anteriorment condemnat per actes de violència.